# Куљате-Фабијаско
Куљате-Фабијаско (итал. Cugliate-Fabiasco) је насеље у Италији у округу Варезе, региону Ломбардија.
Према процени из 2011. у насељу је живело 2873 становника. Насеље се налази на надморској висини од 490 м.

## Становништво
| 1936. | 1951. | 1961. | 1971. | 1981. | 1991. | 2001. | 2011. |
| ----- | ----- | ----- | ----- | ----- | ----- | ----- | ----- |
| 877   | 1.017 | 1.271 | 1.984 | 2.490 | 2.716 | 2.805 | 3.074 |